# Novi Kot
Novi Kot – wieś w Słowenii, w gminie Loški Potok. W 2018 roku liczyła 54 mieszkańców.